# Bing Bar
Bing Bar (voorheen MSN Toolbar) was een werkbalk (toolbar) voor Internet Explorer 7 en hoger, ontwikkeld door Microsoft. Bing Bar was voorheen ook beschikbaar voor Firefox, maar de ontwikkeling aan deze versie werd stopgezet door Microsoft. Bing Bar was daarmee de opvolger van Windows Live Toolbar. Bing Bar maakte deel uit van de softwareverzameling Windows Essentials.
De toolbar bood functies om het zoeken met Bing te vereenvoudigen en de toolbar bevat ook links voor RSS-feeds. Men kan ook eigen functies toevoegen, welke men eerst online moet zetten via de Windows Live Gallery voordat deze gebruikt kunnen worden. Op 3 december 2009 veranderde Microsoft de naam naar Bing Bar.
De Bing Bar is anno 2023 niet meer actief.